# Département de l'Intérieur (Catalogne)
Pour les articles homonymes, voir Département de l'Intérieur.
Le département de l'Intérieur et de la Sécurité publique (en catalan : Departament d'Interior i Seguretat Pública) est le département de la Généralité responsable de la sécurité publique, de la sécurité routière et de la gestion des situations d'urgence en Catalogne.

## Fonctions

### Missions
Le département de l'Intérieur est responsable de l'exercice des compétences propres de la généralité de Catalogne dans les domaines : 
- de la sécurité publique ;
- de la circulation routière ;
- des urgences et de la protection civile ;
- de la prévention et de l'extinction des incendies ;
- du sauvetage en mer ;
- des manifestations publiques et activités de loisirs ;
- de la surveillance, du contrôle et de la collaboration dans la gestion des milieux naturels ;
- de la protection de l'environnement au moyen du Corps des Gardes-forestiers.

### Organisation
Le département de l'Intérieur s'organise de la façon suivante, : 
- secrétariat général ;
- direction générale de la Prévention, de l'Extinction des incendies et du Sauvetage en mer ;
- direction générale de la Police ;
- direction générale de la Protection civile ;
- direction générale de l'Administration de la sécurité ;
- direction générale de la Coordination des polices locales ;
- direction générale des Gardes-forestiers.

## Conseillers
| Titulaire                                               | Titulaire                    | Dates      | Dates       | Parti  | Gouvernement      |
| ------------------------------------------------------- | ---------------------------- | ---------- | ----------- | ------ | ----------------- |
| Intérieur                                               |                              |            |             |        |                   |
|                                                         | Xavier Pomés i Abella        | 29/11/1999 | 04/11/2022  | CDC    | Pujol VI          |
|                                                         |                              |            |             |        |                   |
|                                                         | Montserrat Tura i Camafreita | 20/12/2003 | 29/11/2006  | PSC    | Maragall          |
| Intérieur, Relations institutionnelles et Participation |                              |            |             |        |                   |
|                                                         | Joan Saura i Laporta         | 29/11/2006 | 29/12/2010  | ICV    | Montilla          |
| Intérieur                                               |                              |            |             |        |                   |
|                                                         | Felip Puig i Godes           | 29/12/2010 | 22/12/2012  | CDC    | Mas I             |
|                                                         | Ramon Espadaler i Parcerisas | 22/12/2012 | 22/06/2015  | UDC    | Mas II            |
|                                                         | Jordi Jané i Guasch          | 22/06/2015 | 14/07/2017  | CDC    | Mas II Puigdemont |
|                                                         | Jordi Jané i Guasch          | 22/06/2015 | 14/07/2017  | PDeCAT | Mas II Puigdemont |
|                                                         | Joaquim Forn i Chiariello    | 14/07/2017 | 28/10/2017  | PDeCAT | Puigdemont        |
|                                                         | Miquel Buch i Moya           | 29/05/2018 | 03/09/2020  | PDeCAT | Torra             |
|                                                         | Miquel Sàmper i Rodríguez    | 03/09/2020 | 26/05/2021  | Junts  | Torra             |
|                                                         | Joan Ignasi Elena i Garcia   | 26/05/2021 | 12/08/2024  | Sans   | Aragonès          |
|                                                         | Joan Ignasi Elena i Garcia   | 26/05/2021 | 12/08/2024  | ERC    | Aragonès          |
| Intérieur et Sécurité publique                          |                              |            |             |        |                   |
|                                                         | Núria Parlon i Gil           | 12/08/2024 | en fonction | PSC    | Illa              |